# Грег Лемонд
Ґреґорі Джейм Лемонд (нар. 26 червня 1961) — колишній американський професійний шосейний велогонщик, який двічі переміг у груповій гонці Чемпіонату світу (1983 і 1989) і тричі на Тур де Франс (1986, 1989 і 1990).
Професійну кар'єру розпочав 1981 року. Два роки по тому став першим американським велогонщиком, який виграв Чемпіонат світу з шосейних велоперегонів.
1986 року Лемонд став першим неєвропейським професійним велогонщиком, що виграв Тур де Франс. 1987 року Лемонд зазнав випадкового поранення кількома кулями під час полювання і пропустив наступні два Тури. Він повернувся на Тур де Франс 1989 і, зробивши неймовірний камбек, виграв у драматичній гонці на завершальному етапі. Наступного року успішно захистив свій титул, а потім виграв свій третій і завершальний Тур де Франс 1990, ставши одним із восьми гонщиків, які виграли три або більше тури. У грудні 1994 року покинув професійний велоспорт. 1996 року введений до Зали слави велоспорту США. Лемонд став першим професійним велогонщиком, який підписав контракт на суму понад мільйон доларів США, а також першим велогонщиком, що з'явитися на обкладинці Sports Illustrated.
Під час своєї кар'єри Лемонд був піонером у застосуванні в професійному велоспорті кількох технологічних досягнень, зокрема аеродинамічного «тріатлонного» керма і велосипедних рам з вуглеволокна, які він згодом збував через свою компанію LeMond Bicycles. Серед інших його бізнес-інтересів ресторани, нерухомість і обладнання для фітнесу. Лемонд є затятим противником препаратів, які підвищують показники спортсменів.

## Дитинство і аматорська кар'єра
Ґреґ Лемонд народивсь у місті Лейквуд (Каліфорнія), і виріс у Вошо-Веллі, сільському ранчо на східних схилах гірського хребта Сьєрра-Невада між Ріно і Карсон-Сіті (Невада). Його батьків звати Боб і Берта (пом. 2006). Має двох сестер, Кеті і Карен.
У дитинстві Лемонд вів активне життя на відкритому повітрі, проводячи свій час у піших прогулянках, полюванні, катанні на лижах і риболовлі. Сільське ранчо на схилах гірського хребта Сьєрра-Невада добре підходить для таких занять. Гіперактивний у дитинстві Лемонд вважає, що ці заняття на відкритому повітрі допомагали йому уникати халепи. «Я був хлопчиком, який просто не міг всидіти на місці. У школі я мав проблеми з концентрацією уваги. Батьки і педагоги тоді ще не вміли діагностувати і боротися з тим, що тепер відоме як класичний випадок синдрому порушення активності та уваги (СПАУ). Тоді СПАУ ще не так часто лікували, як сьогодні. Мій тріумф над симптомами знайшовся на двох тонких покришках упродовж багатьох запорошених миль». Лемонд казав: «Одним із симптомів є неможливість сісти [і слухати] те, що вас насправді не цікавить, і засвоювати це. Якщо люди зі СПАУ чимось цікавляться, то вони досягають у цьому неабиякого успіху. Коли я захопився велоспортом, то можу сказати, що спорт самотужки вивітрив туман з голови. Я був здатен засвоювати матеріал, який читав. Це змінило моє життя».
Лемонд відвідував середню школу Ерл Вустер, утім через велику відстань від дому не міг брати участь у командних видах спорту. Невдовзі він вже майже щодня їздив до школи й назад на велосипеді.
Знайомство Лемонда з велоспортом відбулось 1975 року, завдяки піонерові лижного фрістайлу Вейнові Вонгу, який рекомендував велосипед як ідеальний міжсезонний тренувальний допоміжний засіб. Лемонд почав виступати 1976 року, і після домінування в проміжній категорії (13-15) та перемог у перших 11 гонках, яких взяв участь, йому дозволили змагатися зі старшими, досвідченішими суперниками в юніорській категорії (16-19).
1977 року Лемонд, якому тоді було лише 15 років, посів друге місце в Тур Фресно позаду Джона Говарда, тодішнього провідного шосейного велогонщика і чемпіона Панамериканських ігор 1971. Лемонд привернув увагу Едді Борісевіча, тренера національної збірної від Федерації велоспорту США, який схарактеризував Лемонда як «діамант, чистий діамант». Лемонд представляв Сполучені Штати на чемпіонаті світу серед юніорів 1978 у Вашингтоні, де посів дев'яте місце в шосейній гонці, а на аналогічних змаганнях 1979 року в Аргентині виборов золоту, срібну і бронзову медалі — родзинкою була його перемога в шосейній гонці. 18-річного Лемонда обрали до складу велосипедної збірної США, яка мала виступати на Олімпійських іграх 1980. Він став наймолодшим учасником в історії збірної США. Однак бойкот США московської Олімпіади завадив йому там виступити.
Борісевіч, якого Лемонд називав своїм «першим справжнім тренером», хотів утримати свого протеже на наступний олімпійський цикл і відмовляв його ставати професіоналом, однак Лемонд уже все вирішив. Утім, хоч Лемонд був чинним чемпіоном світу з шосейних велогонок серед юніорів, він не отримував жодних професійних пропозицій і навесні 1980 року долучився до національної збірної США, яка брала участь у шеститижневому турне в Європі. Там він фінішував третім у загальному заліку на Circuit des Ardennes, а потім переміг на велоперегонах Circuit de la Sarthe 1980 у Франції. Тим самим він став першим американцем, і наймолодшим представником будь-якої національності «в історії велоспорту, який виграв велике професійно-аматорське змагання [у Європі]». Ця перемога і подальше висвітлення в пресі підійняли авторитет Лемонда в Європі, тож під час його наступного змагання (велобагатоденки Ruban Granitier Breton) на нього почав полювати спортивний директор команди Renault–Elf–Gitane Сіріль Гімар. Зі слів Гімара, його вразив спортивний дух Лемонда, і він сказав тому: «ти маєш вогонь, щоб стати великим чемпіоном», а далі запропонував професійний контракт з «Рено» на 1981 рік. Повернувшись до США, Лемонд виграв Nevada City Classic 1980, які вважають одними з найдавніших і найскладніших професійних велоперегонів у США. Пропозиції стати професіоналом надходили не лише від Гімара, однак Лемонд не розглядав їх серйозно і в день закінчення Тур де Франс 1980 у Парижі підписав контракт з «Рено».

## Професійна кар'єра
Лемонд був «винятково обдарованим» гонщиком-аматором, який потім швидко зарекомендував себе як один з найталановитіших гонщиків-професіоналів. Авторитетний велоспортивний журналіст Джон Вілкоксон, який упродовж понад 40 років вів репортажі з Тур де Франс, схарактеризував Лемонда як гонщика fuoriclasse.

### 1981—1983: ранні роки
Першу свою професійну перемогу Лемонд здобув 1981 року, через три місяці після дебюту, на одному з етапів французького Tour de l'Oise. Далі була перемога на Coors Classic у США, попереду Сергія Сухорученкова, олімпійського чемпіона 1980 року в груповій шосейній гонці. Найважливішим кроком вперед у 1981 році стало третє місце на велобагатоденці Дофіне Лібере. Досягнення особливо вражає, якщо врахувати, що на цих перегонах його завданням було підтримувати лідера команди Бернара Іно. Паскаль Сімон фінішував на другому місці. Два тижні по тому Сімону дали 10-хвилинний штраф, бо виявили, що він вживав допінг. Лемонд вважав ці перегони «важливою сходинкою» в кар'єрі. Він сказав: «Я побачив, що маю таку здатність долати підйоми, яка дозволяє виграти головні європейські велобагатоденки». У своєму дебютному сезоні 1981 року Лемонд виграв п'ять гонок.
11 квітня 1982 року під час класичних велоперегонів Льєж — Бастонь — Льєж Лемонд зламав ключицю. Травма змусила його їздити за скороченим графіком перед початком Чемпіонату світу 1982, який того року відбувся в Гудвуді (Англія). У чоловічій груповій гонці Лемонд рвонувся до фінішу, але його випередив у спринті італієць Джузеппе Саронні. Після гонки американський товариш по команді Жак Боєр звинуватив Лемонда в тому, що той переслідував його останні 800 метрів. Саронні був дуже сильним наприкінці гонки й пролетів повз Боєра і Лемонда, вигравши 5 секунд у Лемонда і ще 5 секунд у Келлі. Боєр посів десяте місце. Бронзовий призер Шон Келлі, якого напередодні вважали фаворитом, їхав разом з Саронні, коли десь за 200 метрів до фінішу вони наздогнали Лемонда, однак не зміг втримати його темп. Келлі сказав: «не думаю, що Боєр знесилювався… Він мав досить велику перевагу. Ніхто не хотів їхати за ним… Так, Лемонд переслідував Боєра. Тільки Боєр був попереду на шляху».
—Відповідь Ґреґа Лемонда на критику, яку він отримав за свій виступ у гонці на шосе на Чемпіонаті світу 1982.
Лемонда підтримав його товариш по команді Джордж Маунт, який зауважив: «Що Лемондові робити? Сповільнити велосипед перед усіма, бо Бойєр такий усім хороший друзяка?… Ні ж бо! Він починає спринтувати, бо до фінішу вже менш як 200 метрів і спринт вже триває кілька сотень метрів. Лемонд зробив хороший хід і хороший спринт… Боєр не міг виграти цю гонку. Все, на що він міг претендувати, це п'яте чи шосте місце».
Лемонд не вибачився. Американська команда не була створена за зразком європейських і не проводила окремої гонки для визначення чемпіона країни. Натомість, чемпіоном країни вважали того, хто посяде найвище місце на чемпіонаті світу. Лемонд виступав за те, щоб змагатися за зразком європейських команд, але керівництво команди і Боєр проголосували проти нього. Отож, на відміну від інших команд на чемпіонаті світу, американські гонщики змагалися один проти одного. 21-річний Лемонд став першим американським професіоналом, що виборов медаль чемпіонату світу, відтоді як 1912 року Френк Крамер здобув срібло. Лемонд сказав: «я змагаюся за Renault і я змагаюся за себе. Це бізнес і це мій хліб. Для мене це друге місце було майже рівноцінне перемозі, особливо в моєму віці».
Два тижні по тому, 20 вересня 1982 року, Лемонд виграв гірську 12-тиденку Тур де л'Авенір завдовжки 1347 км з рекордним відривом 10 хвилин 18 секунд. Ця перемога і фінальна перевага за часом приголомшили Європу і переконливо довели, що Лемонд справді fuoriclasse.
Наступного, 1983 року, Лемонд переконливо виграв чемпіонат світу на шосе в Альтенргейні (Швейцарія), ставши першим американським велогонщиком, якому це вдалося. (Чемпіонат світу серед жінок вигравали американки Одрі Мак-Елмурі 1969 року та Бет Гайден 1980 року). Талант Лемонда як велогонщика — його загальна сила, здатність долати підйоми, вміння їздити швидкі гонки на час і здатність швидко відновлюватися,— все свідчило про те, що він стане справжнім претендентом на перемогу під час найважчих Гранд-турів.

### 1984—1986: Гранд-тури
Свій перший Тур де Франс Лемонд проїхав 1984 року. Підтримуючи лідера команди Лорана Фіньйона, він посів третє місце і здобув білу майку найкращого молодого гонщика. Наступного року його взяли в команду La Vie Claire для підтримки капітана команди Бернара Іно, який уже відновив форму і намагався виграти свій п'ятий Тур. Французький бізнесмен і власник команди Бернар Тапі підписав з Лемондом контракт на мільйон доларів на три роки. У цих перегонах Іно лідирував упродовж перших гірських етапів, але зазнав аварії і потрапив у скруту. На той час вже було зрозуміло, що Лемонд елітний гонщик і сам здатен виграти Тур. Лемонд мав природний талант долати довгі дистанції Гранд-турів і за час тритижневих перегонів ставав тільки сильнішим. Травмований Іно був уразливим і його суперники про це знали. На 17-му етапі було три великі підйоми в Піренеях. На другому, Коль-дю-Турмале, Лемонд підтримав атаку Стівена Роуча, але йому не дозволили допомагати збільшувати відрив від решти гонщиків. Менеджери його команди La Vie Claire зобов'язали 24-річного Лемонда не їхати наввипередки з Роше, а сісти йому на колесо. Таку тактику застосовують, щоб витрачати менше сил, адже гонщик попереду вимушений долати опір вітру, а гонщик позаду — від нього захищений. Темп, який Роуч міг підтримувати самотужки, з часом сповільнився, тож інші гонщики наздогнали їх обох. Іно теж відновився, хоча й не наздогнав групу лідерів. Наприкінці етапу Лемонд був засмучений до сліз. Згодом він засвідчив, що керівництво команди і його особистий тренер Пауль Кехлі ввели в оману його про те, як далеко Іно відстав під час цього вирішального 17-го гірського етапу. Іно виграв Тур 1985 року, а Лемонд посів друге місце, з відставанням 1:42. Лемонд їхав як слухняний лейтенант, і завдяки його підтримці Іно виграв свій п'ятий Тур. Щоб віддячити за цю пожертву, Іно пообіцяв Лемонду, що допоможе виграти Тур наступного року.

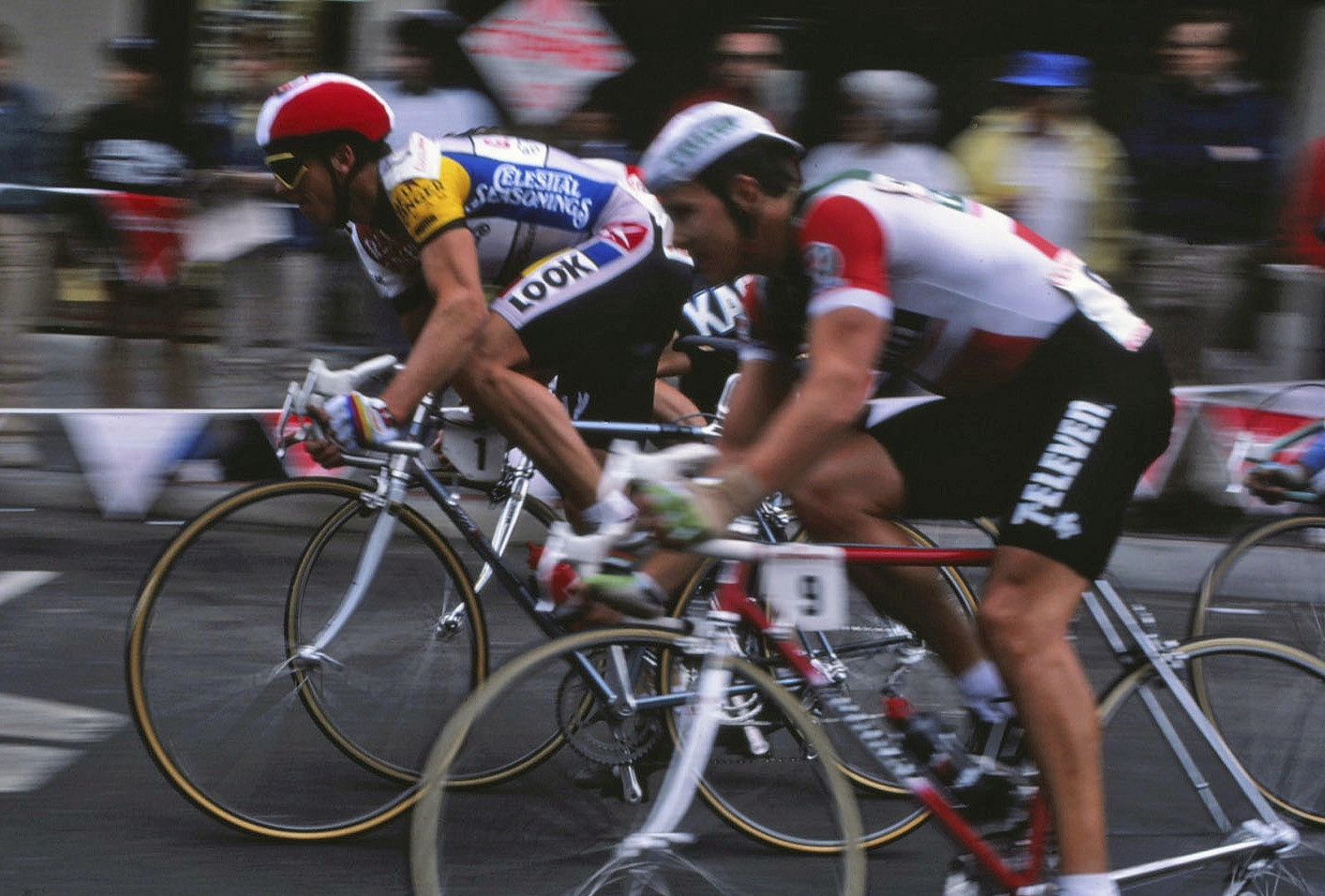
Лемонд (ліворуч) на Coors Classic 1986

Під час Тур де Франс 1986 Лемонд та Іно були співлідерами команди La Vie Claire. З наближенням перегонів підтримка Іно здавалася вже не такою гарантованою. Неоголошена умова полягала в тому, що він допомагатиме доти, доки Лемонд показуватиме свою перевагу як гонщик. Іно був у чудовій формі й мав шанс виграти свій безпрецедентний шостий Тур. Він вирішив, що 9-й етап, індивідуальна гонка з роздільним стартом, має визначити хто з гонщиків одержить повну підтримку команди La Vie Claire. Іно виграв цей етап, випередивши Лемонда на 44 секунди. Під час етапу Лемондові не поталанило. Спочатку прокололась шина і знадобилась заміна колеса, а потім поламалося колесо, тож довелося міняти весь велосипед. Його засмутив результат етапу і те, як під його впливом команда працюватиме залишок перегонів. На 12-му, першому гірському етапі в Піренеях, Іно атакував групу лідерів і зміцнив свою перевагу в загальному заліку. Після 12-го етапу він мав 5-хвилинну перевагу над Лемондом і рештою провідних гонщиків. Він твердив, що намагався витягнути суперників Лемонда, але жодна з цих атак не була запланована спільно з ним. Було видно, що він намагається їхати агресивно й користатися з кожної нагоди. Лемонд ніколи не потрапляв у халепу, за винятком ситуацій, спричинених його товаришем по команді. Наступного дня, на 13-му етапі, Іно знову рано пішов у відрив, однак Лемонд наздогнав його на останньому підйомі, завдяки чому відіграв чотири з половиною хвилини. Впродовж наступних трьох етапів Тур прямував до Альп. На 17-му етапі Лемонд і Урс Ціммерманн залишили Іно позаду групи лідерів, і наприкінці для вже Лемонд вдягнув жовту майку лідера; вперше за всю історію змагань це зробив гонщик зі США. Наступного дня в Альпах Іно знову спробував атакувати рано на першому підйомі, але його наздогнали. Намагався втекти на спуску, але був неспроможний відірватися від Лемонда. Обидва лідери команди La Vie Claire чудово почувалися на спуску. Підіймаючись на наступну сідловину, вони продовжували відриватись від решти гонщиків і зберегли відрив біля підніжжя останнього підйому, славнозвісного Альп д'Юез. Вони просувалися через натовп, разом підіймаючись на вершину по двадцять одній петлі серпантину Альп д'Юез. Лемонд обійняв рукою Іно, нагородив посмішкою й дозволив виграти етап, демонструючи єдність, але боротьба ще не завершилася. На 19-му етапі Іно атакував знову, але його відтягнули назад товариші по команді Ендрю Гампстен і Стів Бауер. Коментуючи ситуацію в команді напередодні останньої індивідуальної гонки з роздільним стартом на 20-му етапі, Лемонд висловився зі скривленою усмішкою: «Він атакував мене від самого початку Тур де Франс. Він жодного разу мені не допоміг і я зовсім у ньому не певен».
Лемонду довелося слідкувати за своїм товаришем по команді й суперником упродовж усіх перегонів. Іно їхав агресивно і неодноразово атакував, а команда La Vie Claire без сумніву поділилась. Лемонд зберіг жовту майку до кінця перегонів і виграв свій перший Тур, але він відчував, що його зрадив Іно і керівництво команди. Лемонд пізніше ствердив, що Тур 1986 року був найскладнішими і найнапруженішими перегонами в його кар'єрі.

### 1987—1988: вогнепальне поранення і відновлення
Лемонд планував захищати свій титул на Тур де Франс 1987 в складі команди La Vie Claire, але не зміг взяти участь. На початку того року, під час весняних тренувальних перегонів Тіррено — Адріатіко, він впав і зламав зап'ястя лівої руки. Він повернувся до США, щоб відновитися після травми. За тиждень до повернення в Європу він вирушив полювати на індиків на ранчо в Лінкольні (штат Каліфорнія), одним із власників якого був його батько. Там він був з Родні Барбером і Патріком Блейдсом, своїми дядьком і шурином. Кожен пішов своїм шляхом, коли Блейдс, почувши рух за спиною, обернувся і вистрілив через кущі. Виявилося, що то Лемонд. Приблизно 60 дробинок влучили йому в спину і правий бік. Поранення загрожували життю, однак неподалік у повітрі був поліційний вертоліт, який за 15 хвилин санітарним авіарейсом транспортував Лемонда до медичного центру Університету Каліфорнії у Девісі. Лемонду зробили екстрену операцію. Він переніс пневмоторакс правої легені і рясну кровотечу, втративши близько 65 відсотків об'єму крові. Згодом лікар казав Лемонду, що якби ще 20 хвилин, то він би помер від втрати крові. Операція врятувала йому життя, але чотири місяці по тому розвинулася невелика кишкова непрохідність через спайки, які утворилися внаслідок поранення. Він перебув чергову операцію, під час якої усунули непрохідність і видалили спайки. Лемонд боявся, що команда захоче позбутися його, якщо дізнається, що інцидент зі стрільбою вимагає ще однієї операції. Тож попросив хірургів одночасно видалити і апендикс. Потім він повідомив команді, що йому видалили апендикс, а решта історії залишилася дещо розпливчастою. На цьому сезон 1987 року для нього завершився, а в жовтні він оголосив, що повернеться до серйозних змагань у лютому наступного року, вже в складі нідерландської команди PDM.
1988 року, маючи 35 дробинок у тілі, зокрема три поблизу серця і ще п'ять у печінці, Лемонд намагався повернутися до перегонів. Повернення ускладнилося через надто інтенсивні тренування, що призвели до тендиніту в правій гомілці, який потребував операції. Вдруге поспіль він пропустив Тур де Франс. Напруженість у стосунках між Лемондом і PDM загострилася, коли він виявив, що команда застосовує допінг. Тоді Лемонд перейшов з PDM, однієї з найсильніших команд пелотону, до бельгійської команди ADR. Угоду було підписано напередодні Нового Року, буквально за кілька годин до того, як Лемонд був би юридично зобов'язаний ще один сезон виступати за нідерландську команду. Перехід до ADR дозволив Лемонду змагатися далі, але його нові товариші по команді, як-от Йоган Мюзеув, були краще пристосовані до класичних перегонів, а не Гранд-турів.

### 1989: повернення до еліти
На початку сезону 1989 Лемонд з великими труднощами провів перегони Париж — Ніцца і ніяк не міг поліпшити свій стан. Тож він сказав дружині, що має намір після Тур де Франс 1989 полишити професійний велоспорт. У нього були певні спалахи форми. Наприклад, на Тіррено — Адріатіко став 6-им, а на дводенній Крітеріум Інтернаціональ утік разом з Фіньйоном, Індурайном, Мотте, Роше і Мадьє, й посів 4-те місце в загальному заліку. У травні він розпочав Джиро д'італія 1989 як підготовку до Тур де Франс, але мав труднощі в горах і був не в змозі боротися за жодну з лідерських майок до останньої індивідуальної гонки з роздільним стартом до Флоренції, завдовжки 53 км. Лемонд посів у ній несподіване 2-ге місце, більш ніж на хвилину випередивши переможця загального заліку Лорана Фіньйона. Своє поліпшення він певною мірою приписав лікуванню проти анемії, яке отримував двічі під час перегонів.

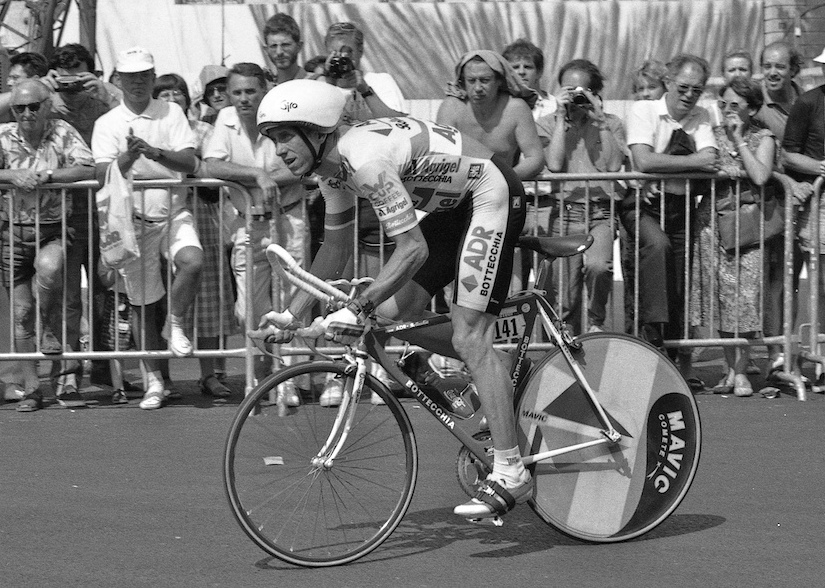
Лемонд починає останню гонку з роздільним стартом на Тур де Франс 1989

Перед початком Тур де Франс 1989 Лемонда не вважали претендентом на перемогу в загальному заліку. Все, на що він сам сподівався, було потрапити до першої двадцятки в загальному заліку. Позбавлений тягаря високих очікувань, Лемонд здивував спостерігачів сильною їздою на пролозі в Люксембурзі завдовжки 7,8 км, посівши четверте місце з-поміж 198 гонщиків. Натхненний цим результатом, Лемонд продовжив добре їхати на початкових рівнинних етапах. Він здобув перемогу на 5-му етапі, 73-кілометровій індивідуальній гонці з роздільним стартом, і, вперше за три роки, вдягнув після неї жовту майку лідера в загальному заліку. Здавалося, він роз'їздився до кращої форми на рівнинних етапах першого тижня і виходив на пік форми коли Тур досягав гір. У Піренеях Лемонд залишався попереду перегонів, однак на 10-му етапі в Супербаньєрі поступився лідерством колишньому товаришеві по команді Лорану Фіньйону. П'ять днів по тому в Альпах Лемонд повернув собі жовту майку. Це відбулося після 15-го етапу — 39-кілометрової гірської гонки з роздільним стартом від Гапу до Орсьєр-Марлет. Запеклий поєдинок двох лідерів тривав. Фіньйон атакував Лемонда на верхніх схилах Альп д'Юез. Той не зміг втриматися й передав Фіньйону жовту майку лідера. Перед останнім, 21-им, етапом Фіньйон мав 50-секундну перевагу над Лемондом. На них чекала рідкісна індивідуальна гонка з роздільним стартом завдовжки 24,5 км від Версаля до Єлисейських полів у Парижі.
Перед тим Фіньйон вже двічі вигравав Тур, у 1983 і 1984 роках, і був дуже здібним спеціалістом з розділок. Здавалося неймовірним, що Лемонд може відіграти 50 секунд на такій короткій дистанції. Потрібно було вигравати по дві секунди на кожному кілометрі в одного з найшвидших хроно-фахівців у світі. У міжсезоння Лемонд провів випробування в аеродинамічній трубі й удосконалив свою посадку на велосипеді. У гонці з роздільним стартом він їхав з заднім дисковим колесом, урізаним аеродинамічним шоломом фірми Giro і тим самим аеродинамічним кермом фірми Scott, яке допомогло йому виграти розділку на 5-му етапі. Утримуючи свою спеціальну посадку для розділок Лемонд був в змозі генерувати менше аеродинамічного опору, ніж Фіньйон, який використав пару дискових коліс, але вирішив їхати без шолому і не використовувати аеродинамічне кермо, яке нині набуло повсюдного поширення під час гонок з роздільним стартом. Вказавши своєму автомобілеві підтримки не давати йому інформацію про відрив, Лемонд проїхав flat-out з рекордним темпом і на 8 секунд випередив Фіньйона в загальному заліку, вигравши свій другий Тур де Франс. Поки Лемонд обіймав свою дружину і несамовито радів на Єлисейських Полях, Фіньйон упав на асфальт, потім шокований сів і заплакав.
Підсумкова восьмисекундна перевага в загальному заліку стала найменшою в історії Туру. На 21-му етапі Лемонд показав середню швидкість 54,545 км/год, яка на той час була рекордною в історії туру. Відтоді лише прологи 1994 і 2015 років, а також індивідуальна гонка з роздільним стартом 2005 року Девіда Забріскі проходили в швидшому темпі. ЗМІ одразу ж назвали тріумфальне відігравання Лемонда «однією з найдивовижніших перемог в історії Тур де Франс». І хоча Лемонд визнав, що ця перемога здавалася «надто блискучою, щоб бути правдою», але особисто оцінив її як «набагато відраднішу», ніж його перша перемога в загальному заліку на Тур де Франс 1986.
Своє повернення на вершину велоспорту Лемонд закріпив 27 серпня, коли виграв 259-кілометрову групову гонку Чемпіонату світу 1989 в Шамбері (Франція), знову перемігши Фіньйона і на самій фінішній лінії випередивши Дмитра Конишева і Шона Келлі. Фіньйон неодноразово атакував на мокрому, підступному фінальному підйомі, але Лемонд і вибрана група гонщиків наздоганяли його, а потім Лемонд виконав ідеальний спринт і виграв титул. Фіньйон посів 6-те місце. Лемонд став лише п'ятою особою в історії, яка одного й того самого року виграла і Тур де Франс, і чемпіонат світу. У грудні журнал Sports Illustrated назвав його «спортсменом 1989 року»; уперше цю нагороду одержав велогонщик.

### 1990: третя перемога на Тур де Франс

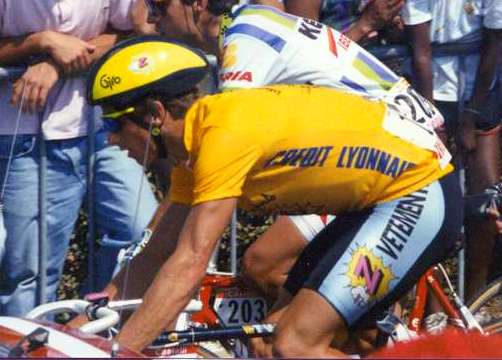
Лемонд лідирує на Тур де Франс 1990

Завдяки своєму успіхові 1989 року, Лемонд уклав контракт на найбільшу суму в історії велоспорту, $5,5 млн на три роки з французькою командою Z-Tomasso. Вперше багатомільйонний контракт підписав велогонщик. Тур де Франс 1990 він розпочинав як чинний чемпіон і передстартовий фаворит, перейшовши з ADR до набагато сильнішої команди Z-Tomasso. Його новими товаришами по команді були Роберт Міллар, Ерік Боєр і Ронан Пенсек. Всі вони вже потрапляли на Тур де Франс до підсумкової шістки найсильніших. Цей об'єднаний склад сильних гонщиків був вочевидь здатен підтримувати Лемонда в горах і контролювати пелотон на рівнині.
Тактичний план команди зійшов нанівець першого ж дня, коли група гонщиків, у складі якої був товариш Лемонда по команді Ронан Пенсек, але без явних фаворитів, пішла у відрив і дісталась фінішу на десять хвилин раніше за пелотон. Лемонда не допускали до боротьби за лідерство доки жовта майка була на плечах його товариша по команді. Пенсек несподівано утримував лідерство на перших гірських етапах, однак невдовзі його обійшов відносно маловідомий Клаудіо К'яппуччі. Лемонд поступово скорочував відставання від італійця, а обійшов його в останній індивідуальній гонці з роздільним стартом на 20-му етапі, випередивши його на дві хвилини. До Парижу Лемонд прибув уже в жовтій майці лідера. Лемонду вдалося виграти Тур де Франс 1990 без перемог на жодному з окремих етапів. Він залишається останнім гонщиком, який виграв Тур у майці чинного чемпіона світу. Під час Туру 1990 передбачувана сила команди Z підтвердилася: більшу частину перегонів вони лідирували в командному заліку, додавши командний титул до жовтої майки Лемонда.
У вересні Лемонд намагався захистити свій титул на Чемпіонаті світу 1990, але фінішував четвертим, на вісім секунда позаду переможця, свого колишнього одноклубника Рюді Даненса з Бельгії.

### 1991—1994: зміни в пелотоні і завершення кар'єри
Напередодні Тур де Франс 1991 Лемонд почувався впевнено. Був чинним чемпіоном, добре тренувався і мав згуртовану команду підтримки. Лемонд був серед лідерів перед 8-им етапом, індивідуальною гонкою з роздільним стартом, де фінішував другим позаду іспанця Мігеля Індурайна. Він відчував, що їхав дуже добре, і хоча його боротьба на розділці принесла жовту майку, однак восьмисекундний програш Індурайнові похитнув його впевненість. Жовту майку він утримував протягом наступних чотирьох днів, до 12-го, складного гірського етапу завдовжки 192 км. Там він стикнувся з чималими труднощами на першому підйомі, а остаточно здався на гірському перевалі Турмале, програвши багато часу Клаудіо К'яппуччі й майбутньому переможцеві Індурайну. Він продовжив перегони, але був не в змозі насправжки боротися за лідерство і завершив Тур де Франс 1991 на сьомому місці в загальному заліку.
1992 року Лемонд виграв Тур Дюпон. Це була остання велика перемога в його кар'єрі. Під час Тур де Франс 1992 він припинив перегони в горах, того самого дня, коли його співвітчизник і колишній грегарі Ендрю Гампстен виграв на вершині Альп д'Юез. Лемонд заявив, що його змусило припинити боротьбу чимале натертя від сідла. Однак перед тим він твердив: «моя здатність долати вершини не така як зазвичай. На останніх Турах я підіймався набагато краще. Цього року я почувався не в нормі».

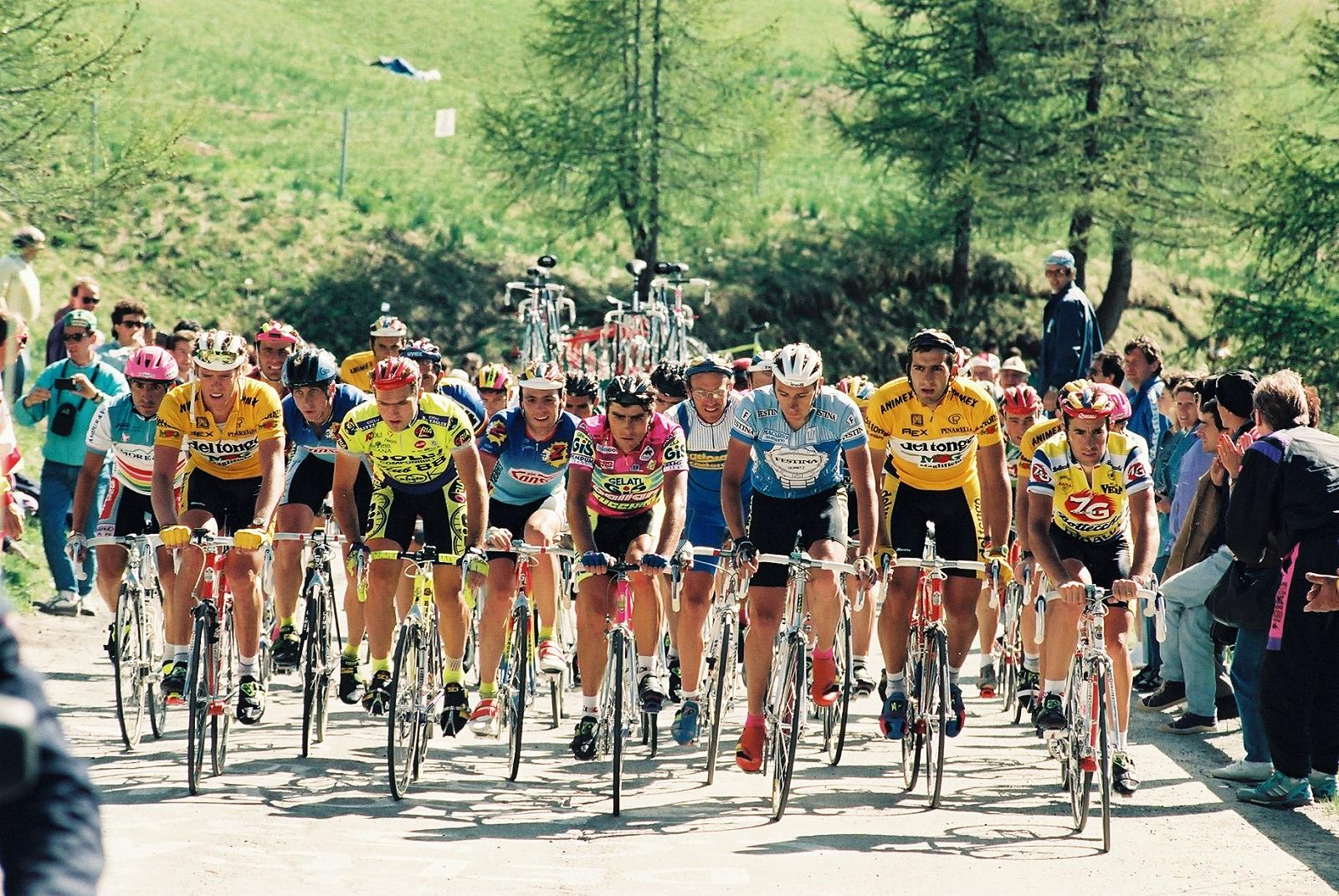
Колишній чемпіон Тур де Франс Лемонд (четвертий ліворуч) і Лоран Фіньйон (у центрі) сходять нагору разом з «автобус (велоспорт)» до Сестрієре на 13-му етапі Джиро д'Італія 1991

Наступної зими Лемонд наполегливо тренував витривалість на шосе, але навесні його виступи не покращилися. Йому довелося відмовитися від продовження боротьби на Джиро д'Італія 1993 за два дні до завершального етапу, після третього з кінця місця в гонці з роздільним стартом. Він був надто виснажений, щоб взяти участь у Тур де Франс 1993. Після сезону 1993 Лемонд найняв відомого голландського фізіолога Адрі ван Дімена, щоб отримувати від нього консультації щодо нової техніки контролю тренувань і вимірювання продуктивності. Під час такого тренування використовувався велосипедний вимірювач потужності фірми Schoberer Rad Meßtechnik. У листопаді 1993 року Лемонд зізнався Семюелеві Абту, що вихідна потужність у ватах стане ключовим показником. Згодом ват справді здобув широке визнання як найкращий показник продуктивності під час тренувань.
Наступного року Лемонд стартував на Тур де Франс 1994, але виявив, що не здатен ефективно долати дистанцію. Йому довелося відмовитися від подальшої боротьби після першого тижня, до того як перегони досягли складних гірських етапів. У грудні він оголосив про завершення кар'єри. У той час причини зростання труднощів Лемонда були не зовсім зрозумілі. Розгублений, він припустив, що стан, знаний як мітохондріальна міопатія може бути причиною труднощів, які в нього виникли проти тодішніх гонщиків. Однак, 2007 року Лемонд припустив, що в нього зрештою не було цього захворювання, а причиною було отруєння свинцем від дробинок, які все ще були в тілі, а окрім того далася взнаки перетренованість.
2010 року Лемонд визнав, що зростання поширеності допінгу у велоспорті сприяло його неконкурентоспроможності. Лемонд казав: «щось змінилося у велоспорті. Швидкості збільшилися і гонщики, яких я раніше легко обходив, тепер залишали мене позаду. У той час команда „Z“, за яку я виступав, ставала дедалі вимогливішою, дедалі стурбованішою…» Він заявив, що 1994 року йому радили застосувати кров'яний допінг, щоб знову виграти. У своїх труднощах Лемонд звинувачував не лише допінг. 1999 року він відверто зізнався Абту: «лише три місяці пройшли для мене нормально після того нещасного випадку на полюванні», три місяці, під час яких він виграв два Тури і групову гонку чемпіонату світу. «Решта було просто страждання, боротьба, втома, завжди втомлений».
1998 року американський письменник Браян Малесса, беручи у Лемонда велике інтерв'ю запитав, що було б якби його кар'єру не перервав нещасний випадок на полюванні. Чи відчуває він, що міг би зрівнятися з п'ятиразовими переможцями Туру, Бернаром Іно і Мігелем Індурайном. Лемонд відповів: «Звісно ж неможливо переписати історію перегонів, але я певен, що виграв би п'ять турів».
Через два роки після завершення кар'єри Лемонда ввели до Зали слави велоспорту США. Церемонія відбулася 8 червня 1996 року в Парку Родейла в Трекслертауні (штат Пенсильванія) під час випробовувань до складу олімпійської збірної США.
У липні 2014 року ESPN анонсував прем'єру нового фільму Вбивство борсука з серіалу 30 подій за 30 років, в центрі якого Лемонд і його колишній одноклубник Іно, а події розгортаються на Тур де Франс 1986. Фільм оснований на однойменній книзі Річарда Мура. Прем'єра відбулася 22 липня 2014 року на ESPN.

## Бізнесові інтереси

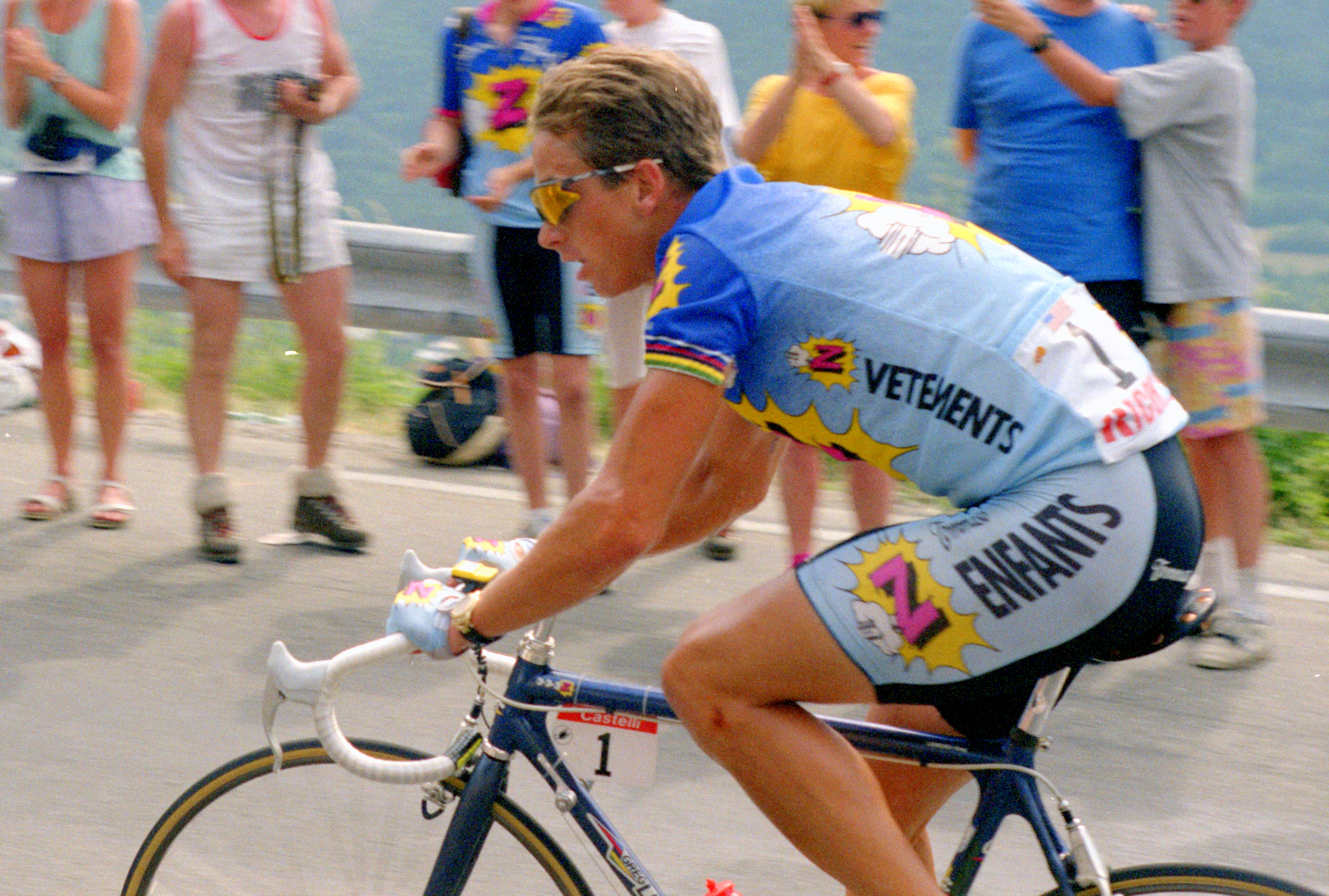
Лемонд їде на вуглепластиковому велосипеді під час Тур де Франс 1991

Грег Лемонд першим у європейському професійному шосейному велоспорті почав застосовувати вуглепластикові велосипедні рами, а його перемога на Тур де Франс 1986 попереду Бернарда Іно була першою для велосипедів з такими рамами. За іронією долі, він їхав тоді на прототипній моделі фірми Look під назвою «Bernard Hinault» Signature Model. Також на вуглепластиковій рамі Лемонд виграв Тур де Франс 1989, Чемпіонат світу 1989 і свій останній Тур де Франс 1990. Ці велосипедні рами мали бренд «Greg LeMond».

### Велосипеди LeMond
1990 року Лемонд заснував фірму LeMond Bicycles з метою розробляти велосипеди не лише собі, а й випускати їх на ринок. Наступного року, шукаючи передове обладнання для команди Z на Тур де Франс 1991, Лемонд уклав ексклюзивну угоду між своєю компанією та Carbonframes, Inc., щоб мати доступ до її передових технологій у галузі композитних матеріалів. Певний час Лемонд навіть очолював Тур де Франс 1991 за кермом свого «Greg LeMond» виробництва Carbonframes, однак компанія зрештою прогоріла, в чому він звинувачував «недостатню капіталізацію» та неефективне управління з боку свого батька. Carbonframes і LeMond Cycles «по-дружньому розійшлися два роки по тому». 1995 року, коли його компанія нібито майже збанкрутувала, Лемонд досяг ліцензійної угоди з Trek Bicycle Corporation, згідно з якою компанія зі штату Вісконсин мала виробляти і поширювати велосипеди розроблені спільно з Лемондом, які будуть продаватися під брендом «LeMond Bicycles». Лемонд згодом твердив, що бізнесові стосунки з Trek «зруйнували» його взаємини з батьком. Це прибуткове партнерство, що принесло Trek дохід у понад 100 млн доларів, кілька разів відновлювалося протягом 13 років, але зрештою закінчилося жовчною ворожнечею через його затяту антидопінгову пропаганду.
Суперечки з компанією трек Trek розпочалися в липні 2001 року, коли Лемонд відкрито висловив стурбованість щодо стосунків між італійським допінговим доктором Мікеле Феррарі і зоряним спортсменом Trek Ленсом Армстронгом. «Коли я почув, що він працював з Мікеле Феррарі, то був спустошений», заявив Лемонд про Армстронга. «Якщо Ленс чистий, то це найбільший камбек в історії спорту. Якщо це не так, то це найбільший обман.».
Президент Trek Джон Берк тиснув на Лемонда, щоб той вибачився, заявляючи, що «публічні коментарі Грега шкодять брендам LeMond і Trek». Берк нібито обґрунтував свою вимогу вибачень тим що, «як контрактний партнер, він [Лемонд] може критикувати допінг лише як явище, а не вказувати пальцем на конкретних спортсменів, особливо на основну дійну корову компанії».
У квітні 2008 року компанія Trek оголосила, що знімає велосипеди LeMond зі своєї виробничої лінії й подасть до суду, щоб розірвати угоду. Швидко з'ясувалося, що в березні 2008 року Лемонд подав скаргу проти Trek за порушення контракту, стверджуючи, що вони не доклали «всіх зусиль», щоб продати його велосипеди, а також описав спроби «змусити його мовчати» про допінг, зокрема про інциденти 2001 і 2004 років. Його скарги містили детальну статистику низьких продажів на деяких ринках, зокрема той факт, що в період з вересня 2001 року по червень 2007 року Trek продав велосипедів LeMond лише на суму $10,393 у Франції, країні, в якій Лемонд був відомим і популярним.

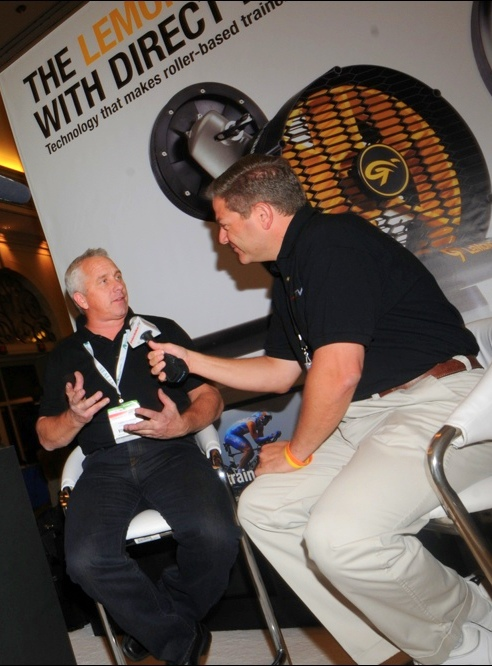
Лемонд (ліворуч) на торговій виставці Interbike 2010 року

Як і обіцяно, Trek подав зустрічний позов і припинив виробництво велосипедів під маркою LeMond. Після майже двох років судових розглядів, у лютому 2010 року, Лемонд досяг позасудового врегулювання з Trek у суперечці щодо порушення умов договору. Врегулювання постановило, що справу має бути відкинуто з упередженням, що означає, «жодна сторона не має права висувати ті самі претензії одна проти одної в майбутньому позові». І хоча умови врегулювання не було розкрито, Лемонд, як повідомляється, отримав повний контроль над назвою велосипедів LeMond, тоді як трек зробив пожертву в розмірі $200 000 доларів у благодійний фонд 1in6, у якому Лемонд був одним із членів-засновників Ради директорів.

### LeMond Fitness/Revolution
2002 року Лемонд, Берні Больйолі та інші заснували LeMond Fitness, Inc., «щоб допомогти людям досягти своєї мети у фітнесі та продуктивності й тренуватися ефективніше». Основною діяльністю компанії є розробка і виробництво велотренажерів споживачам у Сполучених Штатах і на міжнародному рівні. Лемонд обіймає посаду голови правління. 2012 року Hoist Fitness вели переговори щодо купівлі частки в компанії і оголосили про плани перенести свою штаб-квартиру до офісів Hoist у Сан-Дієго (Каліфорнія). Наприкінці 2012 року Грег Лемонд придбав LeMond Revolution у Hoist, перезапустивши її з новою управлінською командою в Міннеаполісі. Згодом він також сформував LeMond LLC для злиття цих брендів. Професійна велокоманда Garmin–Sharp продовжила своє спонсорство з LeMond, щоб використовувати його тренажери Revolution упродовж іще трьох сезонів. Команда виграла кілька етапів Тур де Франс, а також загальний залік Джиро д'Італія 2012.

### Партнерство з Time
На торговельній виставці Interbike у вересні 2013 року Лемонд заявив, що він повертається до бізнесу з виробництва і продажів велосипедів у партнерстві з французькою компанією Time. Нова лінія почалася з серії commemorative designed велосипедів, за якими йшли шосейні, велокросові та гравійно-дорожні моделі. Лемонд придбав Time Sport USA, американського дистриб'ютора компанії. Він відповідатиме за дистрибуцію рам, велосипедів та компонентів до них виробництва цієї компанії. Лемонд сказав: «я дуже радий повернутися у велосипедну промисловість».

## Мовлення
2014 року Лемонд приєднався до телеканалу Eurosport як експерт під час трансляцій змагань з велоспорту, забезпечуючи аналіз перегонів Париж–Рубе, Джиро д'Тталія та Тур де Франс, і також ведучи свою щомісячну програму LeMond of Cycling.

## Антидопінгова позиція і суперечки

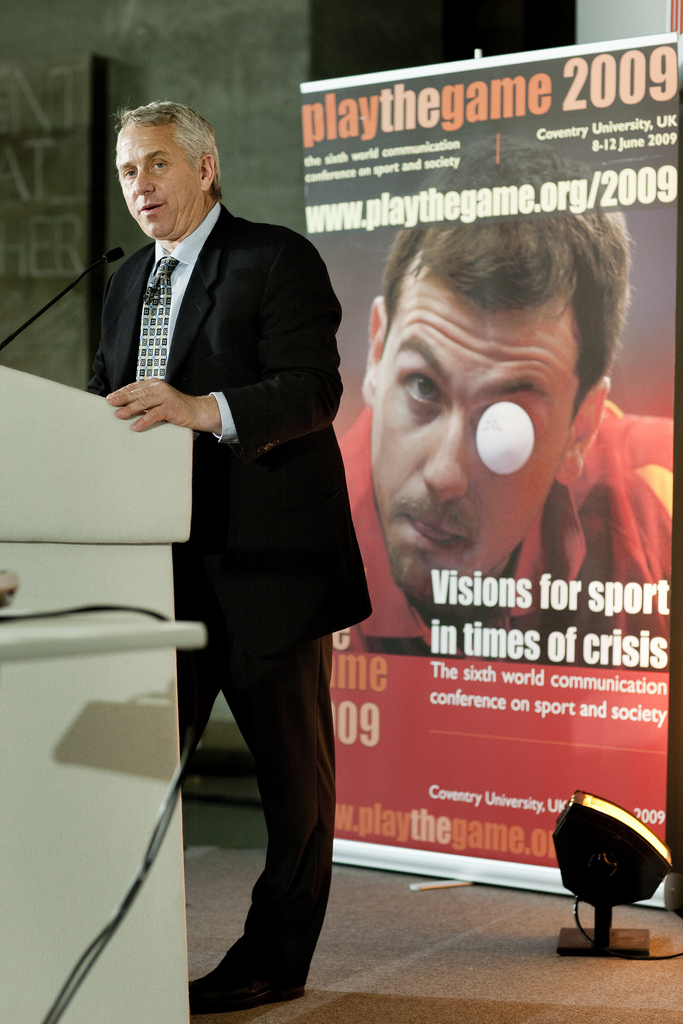
Лемонд виступає на конференції Play the Game 2009

Лемонд є давнім противником речовин, які підвищують працездатність. Його перший задокументований виступ проти допінгу у велоспорті відбувся після перемоги на Тур де Франс 1989. Лемонд зазнав різкої критики в 2001 році, коли публічно висловив сумніви щодо легітимності успіху Ленса Армстронга на Турі, дізнавшись про його стосунки з доктором Мікеле Феррарі. Відвертість Лемонда поставила його в центр антидопінгових суперечок.
Лемонд послідовно висловлював занепокоєність взаємозв'язками між гонщиками і неетичними спортивними лікарями, такими як Феррарі, і зазначав, що допінгові препарати в кінцевому підсумку роблять жертвами професійних велосипедистів, які їх застосовують. Лемонд казав: «Коли я кажу про допінг, то люди можуть подумати, що йшлося про гонщиків. Насправді я відчуваю, що я їхній адвокат. Я бачу, що до них ставляться як до лабораторних щурів, які є просто засобами тестування для лікарів. Лікарі, керівництво, чиновники, вони всі шкодять гонщиками. Гонщики — єдині, хто платить ціну».
Найвідоміші конфлікти Лемонда з іншими велогонщиками Туру Ленсом Армстронгом і Флойдом Лендісом. Також він критикував Альберто Контадора, UCI та його колишнього президента Пета Маккуейда. У грудні 2012 року Лемонд заявив, що потрібні зміни в керівництві Міжнародного союзу велосипедистів, і заявив, що якщо його попросять, то він буде готовий прийняти цю посаду сам, щоб витягнути велоспорт з болота допінгу. Лемонд сказав: «Потрібно діяти зараз або ніколи. Після землетрусу, викликаного справою Армстронгом, ще один шанс не випаде. Я готовий вкластися, щоб зробити цю інституцію демократичнішою, прозорішою і шукати найкращого кандидата в довгостроковій перспективі».
Маккуейд відхилив заклик Лемонда про нове керівництво і був зверхнім до нього. Зрештою Маккуейд зазнав поразки під час спроби піти на третій строк від президента Британського велоспорту Браяна Куксона у вересні 2013 року на Конгресі UCI у Флоренції (Італія). Лемонд підтримав Куксона в змаганні за посаду президента UCI.

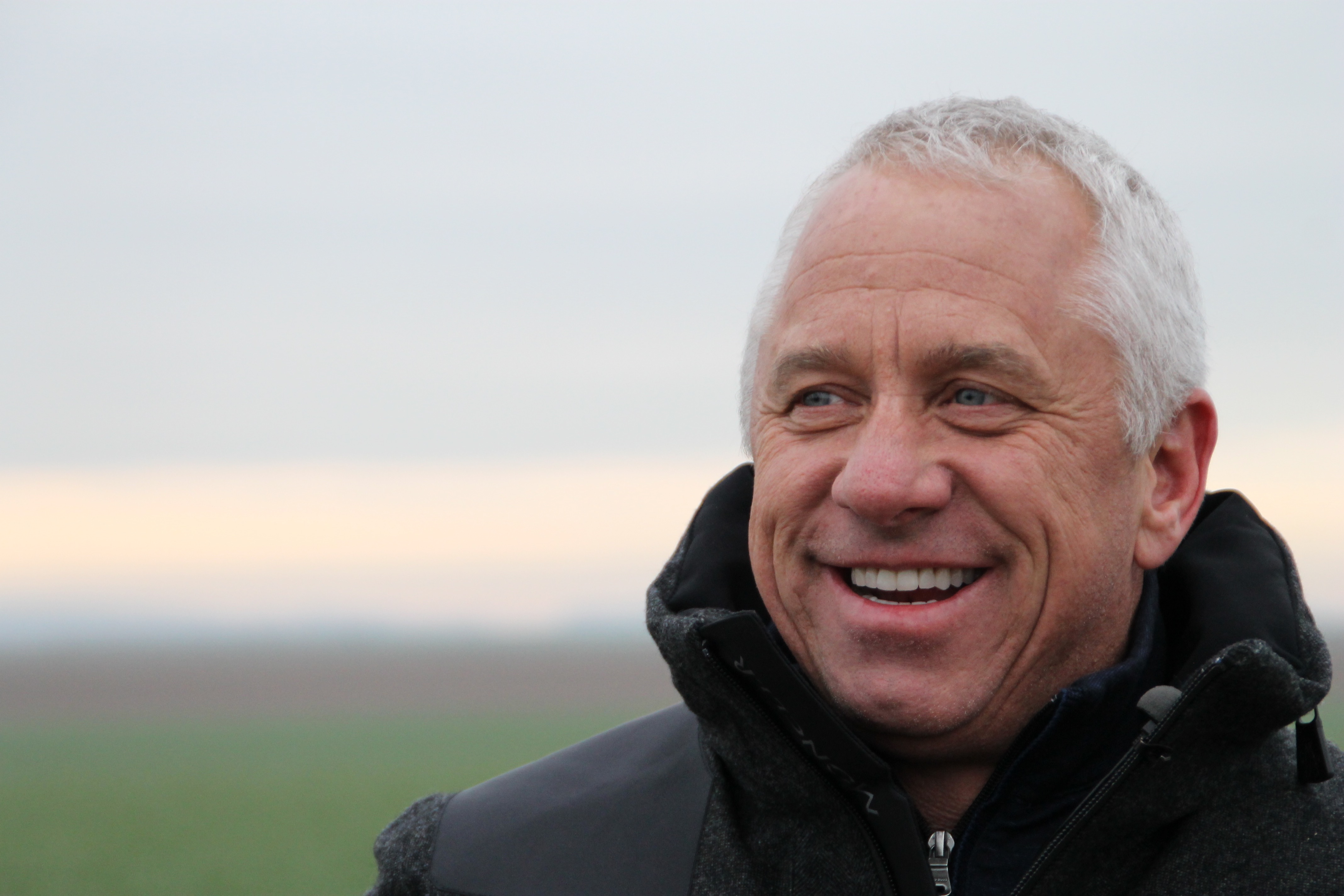
Грег Лемонд в Каррефур де л'Арбр, поблизу Рубе, квітень 2015

## Особисте життя
Лемонд одружений з Кеті (до шлюбу Морріс). У них троє дітей: сини Джеффрі та Скотт і дочка Сімона. З 1990-го до 2017 року подружжя жило в Медіні (штат Міннесота), а потім переїхало до Оук-Ридж (штат Теннессі). Після завершення кар'єри Лемонд активно бере участь у благодійній діяльності, пов'язаній з випадками, які сталися з ним особисто (зокрема СПАУ і сексуальним насильством). Разом з Кеті він входить до складу Ради директорів некомерційного 1in6.

## Кар'єрні досягнення

### Основні результати
1977
1-й  Групова шосейна гонка, чемпіонат США з шосейних велогонок серед юніорів
1978
1-й  Vuelta de Bisbee
2-й Групова шосейна гонка, чемпіонат США з шосейних велогонок серед юніорів
3-й  Гонка з роздільним стартом на Чемпіонаті світу з шосейних велоперегонів серед юніорів
1979
1-й  Групова шосейна гонка, Чемпіонат світу з шосейних велоперегонів серед юніорів
1-й  Групова шосейна гонка, Чемпіонат США з шосейних велоперегонів серед юніорів
1-й Невада-Сіті Класик
2-й  Індивідуальна гонка переслідування, Чемпіонат світу з трекових велоперегонів серед юніорів
3-й  |Чемпіонат світу з трекових велоперегонів серед юніорів, командна гонка переслідування
1980
1-й  Circuit de la Sarthe
1-й Невада-Сіті Класик
3-й — Circuit des Ardennes
1981
1-й  Coors Classic
1-й на етапах 1 і 7
Тур Пікардії
1-й на етапах 2 і 2a
1-й Невада-Сіті Класик
3-й — Крітеріум ду Дофіне Лібере
3-й — Route du Sud
1982
1-й  Тур де л'Авенір
1-й на етапах 4, 5 і 8
2-й  Групова шосейна гонка, Чемпіонат світу з шосейних велоперегонів
2-й — Тур Середземномор'я
3-й — Тіррено — Адріатіко
1-й на етапі 3
3-й — Tour de Corse
1983
1-й  Групова шосейна гонка, Чемпіонат світу з шосейних велоперегонів
1-й  Крітеріум ду Дофіне Лібере
1-й на етапах 1, 5 і 7b
1-й Super Prestige Pernod International
1-й на етапі 1 Тур Середземномор'я
2-й Grand Prix des Nations
2-й Giro di Lombardia
1984
3-й — Тур де Франс
1-й  Залік молодих гонщиків
1-й на етапі 3 (TTT)
3-й — Крітеріум ду Дофіне Лібере
1-й на етапі 7b
3-й Льєж — Бастонь — Льєж
1985
1-й  Coors Classic
1-й на етапі 5
2-й — Тур де Франс
1-й  Комбінований залік
1-й на етапі 3 (TTT) і 21
2-й  Групова шосейна гонка, Чемпіонат світу з шосейних велоперегонів
2-й — Вуельта Країни Басків
3-й — Джиро д'Італія
3-й Super Prestige Pernod International
4-й Париж — Рубе
1986
1-й  Тур де Франс
1-й  Комбінований залік
1-й на етапі 13
1-й на етапі 4 Вуельта Валенсії
2-й Мілан — Сан-Ремо
2-й Super Prestige Pernod International
2-й — Coors Classic
3-й — Париж — Ніцца
3-й — Тур Швейцарії
3-й — Критеріум Інтернаціональ
4-й — Джиро д'Італія
1-й на етапі 5
1989
1-й  Групова шосейна гонка, Чемпіонат світу з шосейних велоперегонів
1-й  Тур де Франс
1-й на етапах 5, 19 і 21
1990
1-й  Тур де Франс
4-й Групова шосейна гонка, Чемпіонат світу з шосейних велоперегонів
1991
7-й — Тур де Франс
1992
1-й  Tour DuPont
1st Prologue

### Результати на Гран-турах і чемпіонатах світу
| Перегони                                 | 1981 | 1982 | 1983 | 1984 | 1985 | 1986 | 1987 | 1988 | 1989 | 1990 | 1991 | 1992 | 1993 | 1994 |
| ---------------------------------------- | ---- | ---- | ---- | ---- | ---- | ---- | ---- | ---- | ---- | ---- | ---- | ---- | ---- | ---- |
| Вуельта Іспанії                          | —    | —    | DNF  | —    | —    | —    | —    | —    | —    | —    | —    | —    | —    | —    |
| Джиро д'Італія                           | —    | —    | —    | —    | 3    | 4    | —    | DNF  | 39   | 105  | DNF  | —    | DNF  | —    |
| Тур де Франс                             | —    | —    | —    | 3    | 2    | 1    | —    | —    | 1    | 1    | 7    | DNF  | —    | DNF  |
| Чемпіонат світу з шосейних велоперегонів | 47   | 2    | 1    | 27   | 2    | 7    | —    | —    | 1    | 4    | DNF  | —    | —    | —    |

| —   | Не брав участі |
| DNF | Не фінішував   |

### Нагороди
- Спортсмен року за версією Sports Illustrated: 1989
- Міжнародний трофей Джессі Оуенса: 1991[152].
- Нагорода за кар'єрне досягнення Korbel: 1992[152].

## Нотатки
1. ↑  Цитата: Fuoriclasse означає щось більше, ніж обдарований. У велоспорті так називають тих, хто має повільний пульс, великі легені, досконало пропорційні кінцівки, м'язи без жиру, і, понад усе, розум і ментальність, які потрібні, щоб використати всі ці характеристики для перемоги в найважчих перегонах світу в наймолодшому можливому віці[23]
2. ↑  Цитата Лемонда:"Після Чемпіонату світу 1980 Джок сам себе проголосив чемпіоном країни, бо посів найвище серед американців місце на чемпіонаті світу. Бувши чемпіоном країни, він цілий рік їздив у зоряно-смугастій, як національний прапор, майці. Перед від'їздом до Праги я чітко заявив, що не збираюся їздити на чемпіонаті світу й змагатися проти інших американців так, ніби це чемпіонат країни, замість того, щоб працювати гуртом. Збірна Нідерландів не проводить гонку так, щоб визначити чемпіона країни. Саме такого духу я прагнув". Офіційні особи збірної США запропонували проголосувати. Двоє гонщиків були на боці Боєра, двоє - на боці Лемонда. Вирішальний голос з боку офіційної особи був на користь того, щоб присуджувати звання чемпіона країни тому, хто посяде найвище місце на чемпіонаті світу. Тоді Лемонд каже: "Гаразд, тоді змагайтеся без мене. Якщо хочете, щоб я взяв участь у перегонах, тоді я змагатимусь за звання чемпіона світу"[31].
3. ↑  Слова Стівена Роуча:"Ґреґові наказали атакувати мене, але не їхати наввипередки. Головний наказ був не їхати наввипередки. Це було прикро. Гадаю, він почувався сильнішим за мене, і якщо він знав, що має більше шансів перемогти мене на фініші й у гонці з роздільним стартом, то чому б не їхати наввипередки? Якби ми на тому етапі їхали наввипередки, то гадаю фінішували б у тому Турі першим і другим у загальному заліку. Звісно ж, керівники команди сповільнювали нас заради Іно. Він відставав на більшу відстань, ніж вони повідомляли. Вони знали, що якби ми працювали гуртом, то Іно вже б не надолужив відставання, і виграв би Лемонд. Вони піклувалися про французькі інтереси[40]
4. ↑  Термін "слухняний лейтенант" у велоперегонах означає товариша по команді, який жертвує власним високим місцем, щоб підтримати лідера команди.
5. ↑  L'Equipe опублікував репортаж перед гонкою, в якому Іно наголосив, що не він, а сама гонка визначатиме підсумок: "Переможе найсильніший гонщик"[46]
6. ↑  Слова Лемонда: "Здається, його ставлення було таке: 'Побачимо після першої гонки з роздільним стартом. Вона визначить, хто буде лідером команди.' ... а це не те, про що ми домовлялися"[45]
7. ↑  Слова Гампстена про перший підйом на 12-му етапі: "Була неймовірна спека, а Іно на початку докладав чимало зусиль, щоб відірватися від групи, і я подумав, що це трохи дивно. Попереду ще був довгий шлях. Я запитав Ґреґа: 'Навіщо Іно це робить? Він казав тобі?' A Ґреґ відповідає: 'Ні'. Він не мав ані найменшої гадки, чому Іно так тисне на педалі; це було так, ніби він виконує якусь місію"[50]
8. ↑  Слова Гампстена: "Вперше в житті я переслідував товариша по команді. Це було дивно; мені було зле від цього. Я переслідую свого кумира, і, так вже сталося, свого товариша по команді, але знаєте що? Я думаю 'Це не добре. Ґреґ у жовтій майці'. Я знав, що це правильне рішення. Я був розлючений, ситий по зав'язку всім цим. Ми зі Стівом мусили підтримати Ґреґа"[54]
9. ↑  Слова Фіньйона: Увечері після того, як я виграв Джиро, до мене прийшов Гімар перекинутися слівцем. Все, про що я думав, було святкування перемоги. Гімар, який уже тривожився про липень, подивився мені прямо в очі: 'Лемонд не поступатиметься на Турі'. Я не міг приховати свого подиву[69]
10. ↑  Загальна залік визначає сумарний час гонщиків у багатоденних велоперегонах. Кожен етап має свого переможця, але переможець велоперегонів у загальному заліку - це гонщик з найшвидшим часом за сумою всіх етапів[72]
11. ↑  Згодом Забріскі визнав, що застосовував допінг впродовж кар'єри і зокрема в той час, про який ідеться[82]
12. ↑  Слова Лемонда: Я розуміюсь на тренуваннях. Я написав про тренування цілу книгу. Але я припинив робити те, що робив раніше. Взимку я займався лижними перегонами по пересічній місцевості й легкою їздою на велосипеді, а тепер я роблю навпаки: займаюсь силовою підготовкою, піднімаю ваги ногами, працюю над збільшенням споживання кисню. Я стежу за своєю вагою. Мені потрібно якомога збільшити силу та міць, а вже потім дбати про витривалість. Найлегше розвивати саме витривалість. Раніше я завжди працював над витривалістю, а нині навпаки. Лише 1989 року я багато займався силовою підготовкою, і тоді вже в лютому мав блискучі результати. Я не поспішатиму. Додаватиму повільно. Моя мета - мати хорошу базу, щоб коли я почну багато їздити в лютому, березні, квітні, моє тіло не втомлювалось, і щоб потім я тільки додавав. А це було не так останні кілька років"[101]
13. ↑  Інтерв'юер:"Чи відчуваєте Ви, що якби не нещасний випадок на полюванні, то могли б увійти до когорти гонщиків, на кшталт Іно та Індурайна? Чи відчуваєте Ви, що могли б виграти п'ять Турів?"
Лемонд: "Ну, подивіться на факти. Я маю три перемоги на Турах. І сам віддав Тур 85-го року. Через нещасний випадок я пропустив два найкращі роки своєї кар'єри, 87-й та 88-й, і саме тоді було найлегше виграти Тур. Якщо Ви у вирі перегонів, то розумієте розклади. Ті два роки не було ні Іно, ні Фіньйона. Скажімо так, 89-го і 90-го року я відчував, що їду на 90-95 відсотків свого потенціалу. 86-го року я був набагато сильніший, набагато швидше долав підйоми, набагато краще їздив гонки з роздільним стартом. Під час розділок ми з Іно фінішували на дві чи три хвилини швидше за більшість інших. І не варто забувати, що кожного року ви потроху додаєте. 86 року я взяв участь у всіх п'яти основних велобагатоденках з лютого по вересень. Звісно ж неможливо переписати історію перегонів, але я певен, що виграв би п'ять турів"[42].